# Years to Burn
| Совокупная оценка | Совокупная оценка |
| Источник          | Оценка            |
| ----------------- | ----------------- |
| AnyDecentMusic?   | 7.2/10            |
| Metacritic        | 77/100            |
| Оценки критиков   |                   |
| Источник          | Оценка            |
| AllMusic          | [ 3 ]             |
| Exclaim!          | 7/10              |
| musicOMH          | [ 5 ]             |
| Pitchfork         | 7.4/10            |
| The Skinny        | [ 7 ]             |
| Under the Radar   | [ 8 ]             |

Years to Burn — совместный студийный альбом американских инди-рок-групп Calexico и Iron & Wine, вышедший 14 июня 2020 года на лейбле Sub Pop. Ранее артисты уже работали вместе над мини-альбомом In the Reins (2005).

## История
Со времён их совместной работы в 2005 году над мини-альбомом In the Reins Сэм Бим из американской инди-фолк-группы Iron & Wine хотел снова поработать с Джоуи Бёрнсом и Джоном Ковертино из Calexico над очередной пластинкой, и наоборот. Но все упиралось в напряжённые графики работы и жизни трёх схожих музыкантов; прошло много лет, прежде чем они смогли найти время, чтобы вновь зажечь творческую искру, которую они продемонстрировали на EP. Наконец им удалось освободить немного драгоценного пространства в расписании, и в конце 2018 года они провели четыре дня в студии в Нэшвилле, работая над песнями с помощью участников Calexico (трубач Джейкоб Валенсуэла, гитарист педальной слайд-гитары Пол Нихаус), а также клавишника Роба Бургера и басиста Себастьяна Стейнберга из гастрольной группы Iron & Wine. В отличие от предыдущего EP, где Бим принёс все песни, а ребята из Calexico в основном служили ему бэк-группой, на Years to Burn Джоуи Бёрнс участвует в записи нескольких песен, и на протяжении всей короткой сессии царил дух импровизации и свободного и равноправного обмена музыкальными идеями. Это чувство равновесия превратило работу в настоящее сотрудничество, где каждый артист добавил что-то важное в подход другого. «What Heaven’s Left» — лилейный кантри-рок, оживлённый обморочной трубой Валенсуэлы и наделённый эмоциональной глубиной благодаря душераздирающему сочетанию вокала Бима и бэк-вокала Бёрнса; написанная и спетая Бёрнсом «Midnight Sun» — шаркающий, мерцающий трек, который звучит как Astral Weeks, оставленные вариться в пустыне — особенно когда в дело вступают резкие гитарные партии; а заглавный трек — это медленное причитание, которое становится прекрасным благодаря гармоничному вокалу Бима. В нескольких песнях уровень энергии немного повышается: немного барного грохота в «In Your Own Time» (старая песня Бима, которая получила обновление), немного бессвязности в величественной «Father Mountain» и немного кинематографического величия в средней части «The Bitter Suite». Эта песня с её многочисленными звуковыми поворотами и короткий инструментал «Outside El Paso» являются самыми яркими примерами экспансивности и звукового воображения Calexico.

## Отзывы
Альбом получил положительные отзывы музыкальных критиков.
Тим Сендра из AllMusic отметил, что «Как и следовало ожидать, альбом прочно обосновался в режиме баллад, в аранжировках много избитой мудрости и лёгкой музыкальности. Широкоэкранное, открытое звучание Calexico раскрепощает иногда замкнутое ощущение от записей Iron & Wine, а лирическое изящество и мелодичность песен Бима придают фокус и глубину звучанию, которое Бёрнс и Ковертино привносят в альбом. Вся пластинка является свидетельством мастерства всех участников как авторов, певцов, игроков и аранжировщиков, улучшением In the Reins и именно тем, на что поклонники обеих групп могли бы рассчитывать в сотрудничестве».

## Список композиций
Слова и музыка всех песен — Calexico & Iron & Wine.
| №                   | Название                                                 | Длительность |
| ------------------- | -------------------------------------------------------- | ------------ |
| 1.                  | «What Heaven's Left»                                     | 4:53         |
| 2.                  | «Midnight Sun»                                           | 4:14         |
| 3.                  | «Father Mountain»                                        | 2:54         |
| 4.                  | «Outside El Paso»                                        | 1:52         |
| 5.                  | «Follow the Water»                                       | 3:46         |
| 6.                  | «The Bitter Suite (Pájaro / Evil Eye / Tennessee Train)» | 8:16         |
| 7.                  | «Years to Burn»                                          | 3:08         |
| 8.                  | «In Your Own Time»                                       | 3:09         |
| Общая длительность: | Общая длительность:                                      | 32:12        |

## Чарты
| Чарт (2019)                       | Высшая позиция |
| --------------------------------- | -------------- |
| Австрия (Ö3 Austria)              | 13             |
| Бельгия/Фландрия (Ultratop)       | 38             |
| Нидерланды (Album Top 100)        | 55             |
| Франция (SNEP)                    | 179            |
| Германия (Offizielle Top 100)     | 16             |
| Шотландия (Scottish Albums Chart) | 38             |
| Испания (PROMUSICAE)              | 53             |
| Швейцария (Schweizer Hitparade)   | 46             |